# Khleo Thomas
Khaleed Leon Thomas, ou simplement Khleo Thomas (né le 30 janvier 1989 en Alaska), est un acteur, chanteur et rappeur américain connu pour son rôle dans La Morsure du lézard ou dans La Fièvre du roller avec Bow Wow.

## Enfance
Khleo naît à Anchorage en Alaska, mais il passe les quatre premières années de sa vie en Allemagne. Depuis ce temps, il vit aux États-Unis à Los Angeles. 
Il a deux frères et une sœur plus jeune que lui. Son père est afro-américain et sa mère est d'origine juive marocaine. Alors âgé de 14 ans, Thomas est mis en contact par Shia LaBeouf avec son rabbin et fait sa bar-mitsva pendant le tournage du Holes.

## Carrière Musicale
Khleo a commencé dans la musique avec le film La Morsure du lézard pour lequel il a écrit et chanté la chanson officielle du film. Il a ensuite participé à plusieurs tournées, en tant que hypeman pour des chanteurs et rappeurs tels que Sean Kingston ou Bow Wow. Après s'être fait connaitre du public grâce au rappeur Bow Wow et après sa première mixtape The World Is A Cartoon, Khleo fut un temps associé au label de Soulja Boy Tell'Em. Après ses deux autres mixtapes, Khleo obtint un deal avec Executive Dream. Son premier single radio So Many Girls reçoit un léger succès, le clip vidéo est notamment en rotation sur les chaines MTV et BET. Le 13 novembre 2012, il sort l'EP After Everything Fades avec le chanteur Chris Batson.
En 2020, Khleo rend hommage au film d'animation Dingo et Max en recréant la scène finale où il enfile le costume de Powerline.

## Filmographie
- 2002 : Friday 3 (Friday After Next) : Bad Boy #1
- 2003 : La Morsure du lézard (Holes) d'Andrew Davis : Hector 'Zero' Zeroni
- 2003 : Baadasssss! de Mario Van Peebles : Mario
- 2004 : Time Out : Khalid
- 2004 : Le Triomphe de Jace (TV) : Vincent Fly Shue
- 2004 : Baadasssss : Mario
- 2004 : Tolérance Zéro (Walking Tall) : Pete Vaughn
- 2005 : The Golden Blaze (vidéo) : Jason / Sure Shot (voix)
- 2005 : La Fièvre du roller (Roll Bounce) : Mixed Mike
- 2005 : Dirty : Splooge
- 2007 : Remember the Daze : Dylan
- 2009 : Hurricane Season : David
- 2011 : Boogie Town : Gizmo
- 2011 : Dr House, saison 4 épisode 7 : Kenny
- 2016 : Soy Nero de Rafi Pitts : Mohammed
- 2018 : Nous les coyotes de Marco La Via et Hanna Ladoul : Danny

## Mixtapes
- The World Is A Cartoon (2010)
- #2010Memories (2010)
- The Next Episode (2011)
- Slick Living (2011)
- The Show Don't Stop (2013)

## EP's
- After Everything Fades EP (Avec Chris Batson) (2012)

## Singles
- Lights Out (2011)
- So Many Girls (2012)

## Tournées
- Scream Tour IV (2005) (Avec Bow Wow)
- Wanted Tour (2006) (Avec Bow Wow)
- UCP Tour (2007-2008) (Avec Sean Kingston)